# Maqtaa al-Hajar
Maqtaa al-Hajar (tiếng Ả Rập: مقطع الحجر) là một ngôi làng Syria nằm ở phó huyện của huyện Hama ở tỉnh Hama. Theo Cục Thống kê Trung ương Syria (CBS), Maqtaa al-Hajar có dân số 1.106 trong cuộc điều tra dân số năm 2004.